# Balaban (Darende)
Balaban ist eine ehemalige Gemeinde im Landkreis Darende der türkischen Provinz Malatya. Seit einer Gebietsreform von 2012 ist der Ort heute ein Ortsteil der Kreisstadt.
Balaban liegt etwa zehn Kilometer südöstlich von Darende im Südosten des Landkreises an der Fernstraße D-300. Etwa fünf Kilometer nördlich fließt von Westen nach Osten der Tohma Çayı, ein Nebenfluss des Euphrat. Neun Kilometer östlich beim Dorf Hisarcık (früher Kötükale) befindet sich am Ufer des Flusses der Standort der späthethitischen Felsinschrift von Kötükale, die seit Straßenbauarbeiten in der ersten Hälfte des 20. Jahrhunderts verschüttet ist.